# Robert Robinson (1735–1790)
Robert Robinson, född 27 september 1735, död 9 juni 1790, var en engelsk präst och psalmförfattare. Han är representerad i bland annat The Church Hymn book 1872 med tre psalmtexter: nr 304 Mighty God! while angels bless thee (1774), nr 305 Brightness of the Father's glory (1774) och nr 710 Come, thou fount of every blessing (1758).

## Psalmer
- O du nådens rika källa (SMF 1920 nr 397) översättning utförd av Erik Nyström av Robinsons Come, thou fount of every blessing (1758) Finns på Wikisource.